# Afrobeata firma
Afrobeata firma là một loài nhện trong họ Salticidae.
Loài này thuộc chi Afrobeata. Afrobeata firma được Wanda Wesołowska & Antonius van Harten miêu tả năm 1994.